# 事業継続マネジメント
事業継続マネジメント（じぎょうけいぞくマネジメント、BCM: business continuity management）とは、リスクマネジメントの一種であり、企業がリスク発生時にいかに事業の継続を図り、取引先に対するサービスの提供の欠落を最小限にするかを目的とする経営手段である。できあがった成果物を事業継続計画（BCP）という。事業継続マネジメントシステム (BCMS) は、事業継続マネジメントのための仕組みであり、文書化して維持・改善される。
2012年に国際標準化機構による国際規格 ISO 22301 (Business continuity management systems — Requirements) が発行され、翌2013年にはその日本語訳である日本産業規格 JIS Q 22301（事業継続マネジメントシステム — 要求事項）が制定された。

## 定義
セキュリティとレジリエンスに関する用語を定義している国際規格 ISO 22300「Security and resilience — Vocabulary」では次のように定義されている。
process of implementing and maintaining business continuity
なお、上の定義に含まれている「business continuity」（事業継続）は同規格において次のように定義されている。
capability of an organization to continue the delivery of products and services within acceptable time frames at predefined capacity during a disruption

## 防災訓練との違い
防災訓練では特定の災害が発生したことを想定して訓練するのに対し、BCMに於ける演習では原因である災害をあえて特定せず、結果として起こり得る状況に対しての訓練を行う。BCPで取り決めた個々の機能や手順が有効かどうかを体系的・網羅的にテストすることで、防災訓練と比較して実際的な効果がある。
また、演習・訓練だけでなく、緊急連絡先などの情報に対する維持管理や設備・機材の点検整備、備蓄品の在庫管理といった、平時における運用手段を確立する点も大きな特徴といえる。